# Alzirr
Alzirr eller Xi Geminorum (ξ Gem), som är dess Bayer-beteckning, är en stjärna i stjärnbilden Tvillingarna. Den är en av tvillingarnas "fyra fötter", som avgränsar stjärnbildens kontur. Stjärnan har en skenbar  magnitud på 3,35 och är därmed väl synlig för blotta ögat. Från parallaxmätningar kan dess avstånd från solen beräknas till 58,7 ljusår (18,0 parsecs).

## Etymologi
Det korrekta namnet för Xi Geminorum är Alzirr, som betyder "knappen" på arabiska. Denna stjärna bildar tillsammans med γ Gem (Alhena), μ Gem (Tejat Posterior), ν Gem och η Gem (Tejat Prior) Al Han'ah, "brännmärket" (på halsen av kamelen). De var också förknippade med Al Nuḥātai, den dubbla formen av Al Nuḥāt "kamelens puckel".

## Egenskaper
Alzirr är av spektraltyp F5 IV-V och är en gulvit underjätte som är under utveckling bort från huvudserien av stjärnor som solen. Den har en massa som är ca 1,62 gånger solens massa och strålar mer än 11 gånger solens ljusstyrka. Dess energi avges från det yttre höljet av stjärnan vid en effektiv temperatur av 6 464 K. Detta medför att stjärnan antar den gulvita färgnyans som är gemensam för stjärnor av F-typen.
Röntgenstrålning har detekterats från Alzirr, som har en beräknad röntgenluminositet på 1,06 x 1029 erg/s. Den har de spektroskopiska kännetecknen för en snabbt roterande stjärna, med en projicerad rotationshastighet av ca 66 km/s. Även om Alzirr i allmänhet betraktas som en ensam stjärna, finns det vissa belägg för att det i stället kan röra sig om en spektroskopisk dubbelstjärna bestående av två komponenter med likvärdig massa.